# Della Ragion di Stato
Della Ragion di Stato è un'opera di filosofia politica del gesuita italiano Giovanni Botero. Il termine Ragion di Stato indica la teoria del governo che emerge alla fine del XV secolo e rimane prevalente fino al XVIII secolo. Si riferisce al diritto dei governanti di agire in modo contrario ai dettami della legge sia naturale che positiva allo scopo di acquisire, preservare e aumentare il dominio dello Stato. Il trattato fu pubblicato per la prima volta a Venezia nel 1589 ed è considerato la più importante risposta cattolica al pensiero politico di Machiavelli.

## Critica di Machiavelli
Fin dal principio dell'opera Botero critica fortemente le due correnti di filosofia politica allora più diffuse: il tacitismo e il machiavellismo. Botero non riusciva a comprendere come fosse possibile «che un autore così empio e le maniere così malvagie d'un tiranno [il Tiberio descritto da Tacito, preso a modello dai teorici della monarchia assoluta] fossero stimate tanto, che si tenessero quasi per norma e per idea di quel che si deve fare nell'amministrazione e nel governo degli Stati.» Botero riteneva che il pensiero politico ricavato dalle opere di Tacito e Machiavelli avesse come conseguenze «la tirannia e la crudeltà» sul piano politico e l'empietà su quello morale. Botero si propone, quindi di mostrare «le reali maniere che deve tenere un Prencipe per divenir grande e per governare felicemente», condannando, al contempo, le «corruzioni introdotte da costoro  [i seguaci del Tacitismo e del Machiavellismo] ne' governi e ne' consigli de' Prencipi, onde hanno avuto origine tutti gli scandali nati nella Chiesa di Dio e tutti i disturbi della cristianità.»

## La dottrina dello Stato in Botero
Botero definisce lo Stato «un dominio fermo sopra i popoli» e la Ragione di Stato «notitia di mezzi atti a fondare, conservare, e ampliare un dominio.» Botero si sofferma in particolare sulla conservazione dello stato, la più difficile delle tre arti, perché «le cose umane vanno quasi naturalmente ora mancando, ora crescendo, a guisa della luna, a cui sono soggette: onde il tenerle ferme, quando sono cresciute, sostenerle in maniera tale, che non scemino, e non precipitino, è impresa d’un valore singolare, e quasi sopra umano.» Obiettivo dello Stato non è, quindi, come ancora riteneva Machiavelli, l'espansione territoriale, ma la stabilità e la Ragion di Stato è l'arte che permette al sovrano di garantire la conservazione dello Stato e cioè di far sì che i suoi sudditi vivano in pace e prosperità. In questo quadro si comprende bene il ruolo inedito che in questa e in altre opere di Botero ricopre l'economia nella dottrina dello stato, una concezione che ne farà, insieme al suo contemporaneo Antonio Serra, un anticipatore delle teorie di John Locke e Adam Smith.
Dalla definizione stessa dello Stato come «dominio fermo sopra i popoli» discende la superiorità della Monarchia sulle altre forme di governo. Infatti «la bontà di un gouerno da tre cose si comprende: dall'autorità di chi commanda dalla diuturnità e dall'ampiezza dell'imperio.» E nessuno può affermare che «se la virtù unita è di maggior forza della dispersa, la podestà unita in un Prencipe non auanzi nell'efficacia la virtù sparsa in un Senato è in un popolo.» E, infatti, la maggior parte delle repubbliche aristocratiche come Venezia e democratiche come Genova «conoscendo di non poter senza qualche forma di Monarchia mantenersi» hanno «per sostegno dello stato il Prencipe e Duce che si debba dire instituito.»

## Il rapporto tra politica e religione
Botero cerca di ricondurre la teoria dello Stato sotto l'egida della morale e della Religione Cattolica. In primo luogo Botero considera la religione un fondamento dello Stato. Come Machiavelli, ritiene che il Principe debba mostrarsi religioso, ma, a differenza di Machiavelli, ritiene che la fede del principe debba essere sincera, poiché «è difficile, che chi non è veramente religioso, sia stimato tale; poiché non è cosa, che manco duri, che la simulazione. Deve dunque il Prencipe, di tutto cuore, umiliarsi innanzi la Divina Maestà, e da lei riconoscere il Regno, e l'obedienza de' popoli.» Botero ritiene che tra tutte le religioni quella Cristiana sia la più vantaggiosa per i principi «perché questa sottomette loro, non solamente i corpi, e le facoltà de' sudditi, dove conviene, ma gli animi ancora, e le conscienze; e lega non solamente le mani, ma gli affetti ancora, e i pensieri.»